# Джавади, Мирмустафа
Мирмустафа Джавади (Mirmostafa Javadi, перс. میر مصطفی جوادی علی‌آبادی‎; род. 22 июня 2000 года) — Иранский тяжелоатлет, выступающий в весовой категории до 89 кг. Чемпион мира 2023 года, серебряный призёр чемпионата мира 2021 года, бронзовый призёр чемпионата Азии 2023 года.

## Карьера
На чемпионате мира 2021 года, который состоялся в Ташкенте, иранец завоевал серебряную медаль в категории до 81 кг с результатом 367 кг по сумме двух упражнений. 
В 2023 году на чемпионате Азии в Южной Корее Джавади стал бронзовым призёром с результатом 364 кг. 
В Саудовской Аравии, где состоялся Чемпионат мира по тяжёлой атлетике 2023 года, иранский спортсмен в категории до 89 кг завоевал золотую медаль чемпионата мира с результатом 384 кг по сумме двух упражнений. Малая золотая медаль в толчке также досталась ему (215 кг).

## Спортивные результаты
| Год  | Соревнование   | Место проведения | Весовая категория | Рывок  | Толчок | Сумма двоеборья | Место |
| 2021 | Чемпионат мира | Ташкент          | до 81 кг          | 163 кг | 204 кг | 367 кг          | 2     |
| 2023 | Чемпионат Азии | Чинджу           | до 89 кг          | 159 кг | 205 кг | 364 кг          | 3     |
| 2023 | Чемпионат мира | Эр-Рияд          | до 89 кг          | 169 кг | 215 кг | 384 кг          | 1     |